# سان لاتسارو دي سافينا
سان لاتسارو دي سافينا (بالإيطالية: San Lazzaro di Savena)‏ هي بلدية في مقاطعة بولونيا في إقليم إميليا رومانيا الإيطالي.

## السكان
في سنة 1861 بلغ عدد السكان 4٬874 نسمة، وتطور العدد ليصل في سنة 2011 لـ 31٬091 نسمة.
يظهر هذا المخطط البياني تطور النمو السكاني لـ سان لاتسارو دي سافينا

## أعلام
- أرنالدو بينفيناتي
- بييرلويجي ألدروفاندي